# Bruno Pasquini
Bruno Pasquini (Massa e Cozzile, Toscana, 23 de novembre de 1914 - Montecatini Terme, 12 d'agost de 1995) va ser un ciclista italià que fou professional entre 1939 i 1952. Va destacar com a gregari de Fausto Coppi i Gino Bartali. Les principals victòries com a professional foren una etapa al Giro d'Itàlia de 1948 i el Giro de Toscana del 1947.

## Palmarès
- 1946
  - 1r a la Coppa Andrea Boero
- 1947
  - 1r al Giro de Toscana
- 1948
  - Vencedor d'una etapa al Giro d'Itàlia
- 1951
  - 1r al Gran Premi Venturi - Coppa Audace

### Resultats al Giro d'Itàlia
- 1939. 20è de la classificació general
- 1946. 13è de la classificació general
- 1947. 14è de la classificació general
- 1948. Abandona. Vencedor d'una etapa
- 1949. 26è de la classificació general
- 1950. 20è de la classificació general
- 1951. 14è de la classificació general
- 1952. 58è de la classificació general

### Resultats al Tour de França
- 1948. 19è de la classificació general
- 1949. 24è de la classificació general